# SK Sigma Olomouc
SK Sigma Olomouc (eller bare Sigma Olomouc) er en tjekkisk fodboldklub fra byen Olomouc. Klubben spiller i landets bedste liga, Gambrinus liga, og har hjemmebane på stadionet Andrův stadion. Klubben blev grundlagt i 1919, og har aldrig vundet nogen titler. I 1992 nåede holdet dog kvartfinalerne i UEFA Cuppen.

## Titler
Ingen

## Kendte spillere
- Jiří Balcárek
- Alexander Bokij
- Radek Drulák
- Pavel Hapal
- Marek Heinz
- Roman Hubník
- Leoš Kalvoda
- Milan Kerbr
- David Kobylík
- Martin Kotůlek
- Radim Kučera
- Ladislav Kučerňák
- Radoslav Látal
- Vladislav Lauda
- Oldřich Machala
- Jan Mároši
- Radek Onderka
- Roman Pivarník
- Miroslav Příložný
- David Rozehnal
- Radek Špiláček
- Zdeněk Tulis
- Tomáš Ujfaluši
- Petr Uličný
- Aleš Urbánek
- Kamil Vacek
- Martin Vaniak
- Stanislav Vlček

## Danske spillere
- Ingen